# Прапор Західної Панами
Прапор Західної Панами — прапор панамської провінції Західна Панама.

## Історія
Після створення провінції Західна Панама 30 грудня 2013 року регіон не мав символів, які б ідентифікували його; тому було проведено конкурс, в якому брали участь художники з провінції. Пропозицію-переможець представив губернатор провінції Темістоклес Еррера 30 грудня 2015 року на відзначення другої річниці. 

## Дизайн
Прапор складається з лівого боку із зеленого трикутника, який символізує зелень родючих гір і надію громадян на кращі дні. Жовті смуги вгорі та внизу символізують промені сонця, а біла смуга посередині — мир і єдність, які необхідно підтримувати. П’ять зірок – це округи провінції: Аррайян, Ла Чоррера, Капіра, Хаме та Сан-Карлос. 